# Slough
Slough város az Egyesült Királyságban, Dél-Angliában, Berkshire grófságban. Nagy-London mellett, attól nyugatra fekszik. Lakossága 140 ezer fő volt 2011-ben.
Több nagy vállalat székhelye: Reckitt Benckiser, O2 (UK), Amazon.com (UK), Black & Decker (Europa), Lego (UK), Mars Inc., továbbá a BlackBerry és a HTC európai központja és a brit 1&1 internet központja.

## Híres sloug-iek
- Cecil Aldin (1870–1935), festő
- Dorothea Brooking (1916–1999), rendező
- Mark Brzezicki (* 1957), zenész
- John Butts (1941–1966), zenész
- Kerthney Carty (* 1962), labdarúgóedző
- Rod Evans (* 1947), énekes
- Tony Hayward (* 1957), menedzser
- Axcil Jefferies (* 1994), autóversenyző
- Simon Kernick (* 1966), író
- Tracey Ullman (* 1959), énekesnő és színésznő
- Marian McPartland (1918–2013), zongorázó

## Fordítás
Ez a szócikk részben vagy egészben  a   Slough című német Wikipédia-szócikk fordításán alapul.  Az eredeti cikk szerkesztőit annak laptörténete sorolja fel. Ez a jelzés csupán a megfogalmazás eredetét és a szerzői jogokat jelzi, nem szolgál a cikkben szereplő információk forrásmegjelöléseként.